# Американо-ямайские отношения
Американо-ямайские отношения — двусторонние дипломатические отношения между США и Ямайкой. 

## История
В 1962 году Соединенные Штаты установили дипломатические отношения с Ямайкой, после обретения независимости от Великобритании. Соединенные Штаты и Ямайка поддерживать тесные и продуктивные отношения, основанные на доверии и взаимной заинтересованности. Межгосударственные связи также сильны благодаря большому ямайско-американскому сообществу. Соединенные Штаты и Ямайка сотрудничают в рамках программы Caribbean Basin Security, которая направлена на обеспечение безопасной окружающей среды и способствует процветанию и стабильности обеих стран. Соединенные Штаты и Ямайка также сотрудничают с целью обеспечить устойчивый экономический рост.

## Торговля
Соединенные Штаты являются самым важным торговым партнёром Ямайки. Ямайка стремится привлечь американские инвестиции и прилагает усилия по либерализации торговли. Ямайка является бенефициаром в рамках подписанного межгосударственного акта Caribbean Basin Trade Partner Act, а также имеет договор об избежании двойного налогообложения с США. Более 80 американских компаний имеют представительства в этой стране, в то время как сотни других американских фирм продают свою продукцию через местных дистрибьюторов. Ямайка является популярным местом отдыха для американских туристов.